# バリトン
バリトン（独: Bariton〈バーリトン〉、英: baritone〈バリトーン〉、仏: baryton〈バリトン〉、伊: baritono〈バリートノ〉）は、男声のバスとテノールの中間の声域およびそれを受け持つ歌手。男声を音域で二分する場合はバスの側に分類される。
典型的なバリトンの音域は概ねG2～G4、合唱ではA2～F4くらいである。記譜はバス記号が用いられることが多く、バリトン記号は現在はあまり用いられない。

## 分類
音域で分類すると、高い方を「ハイ・バリトン」、低い方を「バス・バリトン」などと呼ぶ場合もある。
オペラの領域では、音色を含めて総合的に「バリトン・レジェ」「リリック・バリトン」、「キャラクター・バリトン」、「ヘルデン・バリトン」など様々に細分化することもある。

## 楽器のバリトン
バリトンという言葉は器楽にも用いられ、音域が異なる同種の楽器グループでの区分を行う。例えばサクソフォーン属においてバリトン・サクソフォーンなどと呼ばれる。
単独で管楽器名を表すバリトンは、ユーフォニアムと同属の金管楽器である。また古楽器にヴィオール属の撥弦兼弓奏楽器バリトンがあるが、これは英語などでは baryton で綴りが異なる（綴りが同じ言語もある）。

## バリトンに分類される声楽家の例

### 海外
あ行
- マウロ・アウグスティーニ
- テオ・アダム
- カルロス・アルヴァレス
- トーマス・アレン
- ベルント・ヴァイクル
- ジョゼ・ヴァン・ダム
- ラモン・ヴィナイ
- ヘルマン・ウーデ
- エーベルハルト・ヴェヒター
- マルクス・ヴェルバ
- レナード・ウォーレン
- オットー・エーデルマン
- クラウディオ・オテッリ

か行
- KAI
- ピエロ・カプッチルリ
- サイモン・キーンリーサイド
- トマス・クヴァストホフ
- トム・クラウゼ
- グリア・グリムスレイ
- ユーリー・グリャーエフ
- エーリッヒ・クンツ
- マティアス・ゲルネ
- クリスティアン・ゲルハーヘル
- シュテファン・ゲンツ
- ティート・ゴッビ
- アンセルモ・コルツァーニ

さ行
- レナート・ザネッリ
- ジョルジョ・ザンカナロ
- ブライアン・シェクスネイダー
- ジャック・ジャンセン
- アンドレアス・シュミット
- ハインリヒ・シュルスヌス
- アレッド・ジョーンズ
- ジェラール・スゼー
- リッカルド・ストラッチアーリ
- ソ・ジョンハク（徐廷學）

た行
- ジュゼッペ・タッデイ
- ブリン・ターフェル
- ローレンス・ティベット
- ジュゼッペ・デ・ルーカ
- アーサー・トンプソン

な行
- グスタフ・ナイトリンガー
- レオ・ヌッチ

は行
- フランツ・ハヴラタ
- パオロ (タレント)
- エットーレ・バスティアニーニ
- マッティア・バッティスティーニ
- キュウ・ウォン・ハン
- シャルル・パンゼラ
- トーマス・ハンプソン
- ゲルハルト・ヒュッシュ
- ディートリヒ・フィッシャー＝ディースカウ
- ヘルマン・プライ
- セスト・ブルスカンティーニ
- レナート・ブルゾン
- アルド・プロッティ
- オラフ・ベーア
- ピエール・ベルナック
- ディートリヒ・ヘンシェル
- ハンス・ホッター
- ヴォルフガング・ホルツマイア
- ディミトリー・ホロストフスキー
- ファン・ポンス

ま行
- アンブロージョ・マエストリ
- コーネル・マックニール
- マッテオ・マヌグエッラ
- サルバトーレ・マルケージ
- シェリル・ミルンズ
- ロバート・メリル
- イヴァン・メルニコフ

ら行
- ティッタ・ルッフォ
- セルゲイ・レイフェルクス

わ行
- ウィリアム・ワークマン

### 日本
あ行
- 池田明良
- 池田直樹
- 伊藤和広
- 伊藤武雄
- 伊藤正
- 伊藤宣行
- 井上雅人
- 今仲幸雄
- 大賀典雄
- 大久保真
- 大久保光哉
- 大島幾雄
- 大西宇宙
- 大沼徹
- 大橋國一
- 緒方敏郎
- 小川雄亮
- 奥村泰憲
- 小田清
- 折江忠道

か行
- 加耒徹
- 花月真
- 片桐直樹
- 加藤隼人
- 勝部太
- 金子亮平
- 川下登
- 管野滋樹
- 木川田澄
- 木川田誠
- 木村俊光
- 熊谷公博
- 蔵田裕行
- 栗林義信
- 黒田博
- 河野克典
- 小玉晃
- 小森輝彦
- 今野博之

さ行
- 斎藤達雄
- 佐藤光政
- 志村文彦
- 清水金太郎
- 新川和孝
- 菅井英憲（英斗）

た行
- 高曲伸和
- 竹内利樹
- 竹内肇
- 竹澤嘉明
- 多田羅迪夫
- 立川清登
- 橘茂
- 田中勉
- 田中由也
- 谷友博
- 谷口伸
- 塚田康弘
- 築地利三郎
- 土屋広次郎
- 手登根直樹
- 徳山璉
- 豊島雄一
- 友竹正則

な行
- 直野資
- 中山悌一
- 中村義春
- 灘井誠
- 成田博之
- 根津貴行
- 則竹正人

は行
- 萩原次己
- 萩原寛明
- 蓮井求道
- 畑中良輔
- 原田茂生
- 初鹿野剛
- 平野忠彦
- 福島明也
- 星野淳
- 堀内康雄

ま行
- 牧野正人
- 増永丈夫
- 増本隆
- 町英和
- 町田健児
- 松尾興
- 宮本益光
- 村田健司

や行
- 山本哲也
- 吉江忠男
- 芳野靖夫
- 吉武大地
- 米田哲二

## 他の声域
- メゾソプラノ
- ソプラノ
- アルト（コントラルト）
- カウンターテナー / カストラート
- テノール
- バス